# Принс, Джейсон
Дже́йсон Принс (англ. Jason Prince, род. 17 июня 1970 года) — североирландский бывший профессиональный игрок в снукер. Проживает в городе Лидс, Англия.

## Карьера
Стал профессионалом в 1990 году. В 1998 году Принс в первый и единственный раз в карьере достиг финальной стадии чемпионата мира. В матче за выход 1/8 финала он уступил Даррену Моргану со счётом 8:10. В 1999 году, на квалификации к турниру British Open Принс сделал максимальный брейк и стал всего лишь 25-м (на тот момент) игроком в истории снукера, которому удалось это. В том же году Принс, в составе сборной Северной Ирландии победил на командном Кубке мира. Кроме этого он дважды достигал 1/8 финала чемпионата Британии и Welsh Open (оба в 1997 году).